# 大怪獣ガメラ

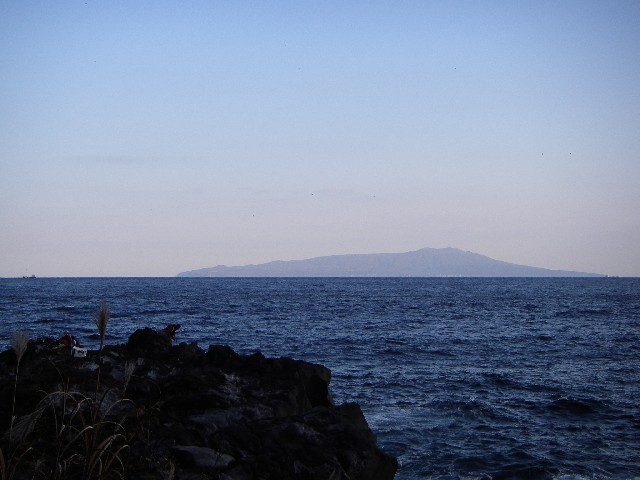
伊豆大島での「Zプラン」によってガメラは宇宙に追放される

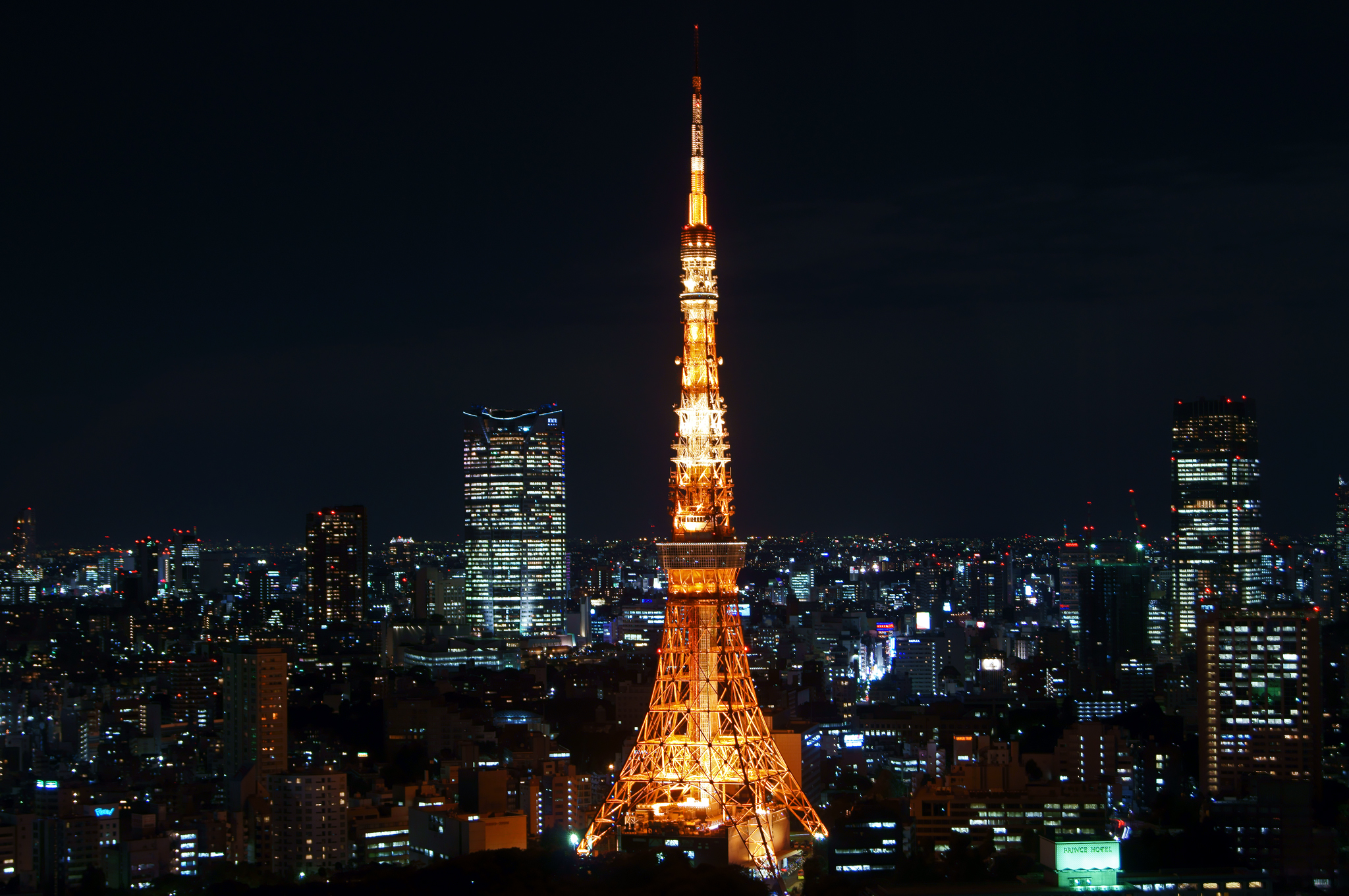
東京に現れたガメラは東京タワーをひと押しで倒壊させてしまう

『大怪獣ガメラ』（だいかいじゅうガメラ）は、大映東京撮影所が製作し、1965年（昭和40年）11月27日に封切り公開された日本の特撮怪獣映画。白黒、ワイドスクリーン、78分。
併映作品は大映京都撮影所作品『新・鞍馬天狗 五条坂の決闘』。昭和ガメラシリーズ第1作。

## ストーリー
日本の日高教授らは砕氷調査船「ちどり丸」で北極のエスキモー集落を訪れ、そこでアトランティス大陸にいたという謎の亀の調査中に、上空を飛行する国籍不明機を目撃する。ちどり丸からの通報によりこの国籍不明機をアメリカ空軍が追跡したが、反撃されたために撃墜する。だが、この国籍不明機は核爆弾を搭載しており、その爆発により、氷の下に8,000年以上も眠り続けていたアトランティスの伝説の怪獣ガメラが突然目を覚まし、ちどり丸を撃沈して姿を消す。その後、世界各地で未確認飛行物体が目撃されるが、それとガメラを結びつける者はいなかった。
ガメラは灯台の光に誘われて突如、北海道襟裳岬に上陸する。人々を恐怖のどん底に落とし入れる一方、崩れかける灯台に取り残された少年・俊夫を救うという奇妙な行動も見せるが、さらに熱エネルギーを求めて羊蹄山の地熱発電所を襲撃する中、自衛隊による冷凍爆弾と発破でひっくり返ってしまう。後は餓死するだけと喜ぶ人々をよそに、ガメラは手足を引き込んでジェット噴流を噴射し始め、まもなく回転しながら空の彼方へ飛び立っていく。
ガメラは羽田空港から東京に上陸して都内を破壊していき、コンビナートで動きを止める。全国各地から集められる石油の熱エネルギーを次々と吸収するガメラに、人類はついに最終手段としてZプランの転用を決定。Zプランとは、伊豆大島に設けられた火星調査ロケットの前線基地のことであり、ガメラをこの巨大なロケットの先端カプセルに封じ込めて火星に追放しよう、というものである。ガメラを悪者扱いすることを俊夫が反対する中、東京湾から大島へのガメラ誘導作戦が始まる。

## 大怪獣ガメラ
北極の氷の下で眠っていた、古代アトランティスの伝説に登場する巨大な亀。炎など熱エネルギーを吸収し、口から火炎噴射を吐く。手足を引っ込めて炎を噴き出し、「回転ジェット」によって大空を飛行する。凶暴であるが、子供に対しては親愛の情を見せる。
外見のモデルについては諸説あり、
1. 大映社長の永田雅一が飛行機に乗っていて見つけた亀形の島、または空飛ぶ亀の幻影。
2. 大映東京撮影所近くの神社にいた、女性が参拝すると姿を見せる「スケベガメ」という愛称の亀。
3. ピー・プロダクション社長のうしおそうじが、1962年（昭和37年）に企画した特撮テレビ番組「STOPシリーズ」のデモフィルムに登場する巨大な亀。

などがあるが、湯浅憲明自身は脚本担当の「高橋二三のアイディアだろう」としている。一方、高橋は「永田社長が『亀の怪獣を飛ばせ!』と指示を出したと聞いた」と語っている。ピープロのデモフィルムに登場する「巨大亀」は手足を引っ込め、火を噴きだして空を飛ぶというものだった。うしおは後年、「大映にもこのデモフィルムを見せたから、どう考えてもガメラはこれを参考にしたと思う」と語っている。この件についてうしおが（うしおと同じく円谷英二に師事した）築地米三郎に問いただしたところ、「いや断じて違う、あれはジュニア（永田秀雅専務）のアイディアだ」と返答されたという（うしおそうじ#ピープロ時代も参照）。
企画者でもある斉藤米二郎は、「銀座のキャバレーで長崎出身のホステスが話してくれた『長崎では海水浴していると、くるくる回りながら女の子に寄ってくるスケベな亀がいる』という逸話を基にした」と語っており、関係者それぞれの証言が食い違っていて、諸説紛々といった状況となっている。
なお、うしおそうじ自身およびピー・プロダクションも大映作品群の制作に携わってきただけでなく、本作に参加していた湯浅憲明や高橋二三を含むガメラシリーズの関係者や、大橋史典や的場徹などのその他の大映特撮作品の関係者も、 ピー・プロダクションが1968年の度重なる事情によって独自の特撮作品を生み出せなくなる以前からピー・プロダクションの作品群に参加し、その後も協力を続けただけでなく、後年にはうしおの息子であり現社長である鷺巣詩郎も含めたピー・プロダクション側の関係者がガメラシリーズや大映作品に参加する事例も見られるようになった。また、高山良策と渡辺善夫はピー・プロダクションの発起人であり、とくに『大群獣ネズラ』が原因で大映を見限ってピー・プロダクションに移籍した面々の中には小嶋伸介や田賀保がおり、田賀保は大映の倒産後に『宇宙怪獣ガメラ』の編集を担当している。

### ガメラの名付け親
「ガメラ」の名付け親は、大映社長の永田雅一である。当初、プロデューサーの斉藤米二郎は本作品の題名を『火喰い亀 東京襲撃』と仮題したが、肝心の怪獣の名前がどうにも思いつかなかった。これに永田が怒って「むこうがゴジラなら、こっちはガメラや!」と独断で命名すると、担当重役が「ゴジラにガメラでは似過ぎている」と反対するが、永田は「そんなことゆうてるから駄目なんや!」と一喝。結局、永田社長が怪獣「ガメラ」の命名者となった。
永田は「ガメラは哀愁がないといけない」、「子供たちが観て『怪獣がかわいそうだ』とか哀愁を感じないといけない、子供たちの共感を得ないとヒットしない」と主張していたといい、永田のこの意見には斉藤も感心したという。永田はまた斉藤を社長室に呼びつけて「ガメラを泣かせろ」と指示してきたため、斉藤は現場と板挟みになって大変だったと語っている。

### ガメラの美術・造形
ガメラのデザインは、1964年に大映から独立したばかりの八木正夫と、同じく大映美術スタッフの井上章によるものである。井上は『ガメラ対大悪獣ギロン』までシリーズの美術を担当した。
井上は本作品のガメラのデザイン画は50枚ほど描いたと述べており、世界中の亀の写真を参考にしたとされている。デザイン案の中には手足が無くムカデのようにはうガメラや、テントウムシのような水玉模様のガメラもあったという。結局は「画より立体のほうが分かりやすいだろう」ということで、美術監督の井上が粘土製の1尺雛型モデルを制作し、ここでOKが出た。監督の湯浅憲明によると、幾度にもわたる検討に、井上は最後はノイローゼ気味だったという。
ガメラの身長は当時、東京のビルの高さが33メートルに規制されていたので、縮尺を33分の1に設定し、ここから60メートルに決まった。湯浅監督は、ゴジラと差別化したガメラのキャラクター付けとして「動物らしさ」を強調し、四足歩行やアップの多用などの基本設定を考えた。劇中の東京タワーはガメラとの対比を考え、小さく作っている。
ガメラのぬいぐるみは、八木正夫によって製作された。八木によると、大映では怪獣の造形は初めてだったため、当初高山良策にガメラの製作依頼が持ち込まれたが、断られたために八木のもとに依頼が来たという。八木は当時日本テレビで仕事をしており、定時退社後にガメラの造形にかかった。ちょうど日本テレビは労働争議で騒然としており、テレビ部長は「こちらで処理するから当分来なくていいよ」と計らってくれ、このおかげでガメラ製作に専念できたという。
当初、八木は自宅の一室の畳を上げてガメラのぬいぐるみを制作していた。やがて、大映から完成を急かされて八木1人ではまかなえなくなったため、父親である東宝特殊美術課の八木勘寿に造形依頼を持ち込んだが、大映と東宝間の五社協定があるため、結局は八木の自宅の庭に造形用のプレハブ小屋を建て、そこで八木正夫が中心となって製作することとなった。当時は東宝特美課に在籍していた村瀬継蔵も八木勘寿に頼まれ、2人で定時退社後にこれを手伝った。
ガメラの甲羅の鱗は、村瀬によって東宝特美課での技術を応用し、ドンゴロス（麻布）を細かく切ったものを混ぜて補強したラテックスを石膏型で型抜きし、作られた。八木勘寿は当時病身であったが、作業場に布団を持ち込み、この甲羅の型抜きの指導をしている。村瀬は、甲羅を鱗状にしたことで、甲羅がよじれても歪みなどが目立たなくなったことを造形上の利点に挙げている。
ガメラの口の開閉ギミックや電飾は鈴木昶が行った。火を吐くギミックは、村瀬が豆腐屋で焼き豆腐を焼いている様子から発想して、ガスバーナーを仕込んだ。しかし、ガスバーナーでは火が遠くまで飛ばないため、ガソリンを噴出させる装置を別に制作し、ガスバーナーを種火にしてガソリンに着火する形となった。その結果、3 - 4メートルにも伸びた火によって口の周囲や甲羅が燃えただけでなく、火事になりかけて皆で慌てて消したこともあったほか、ガメラ自体が火事になったようなシーンがいくつも生じたという。
ガメラは回転して飛ぶ設定のため、湯浅らは「ガメラをどう飛ばすか」と頭を抱えたといい、回転して飛ぶ際に甲羅がペコペコではよじれるから」と、甲羅の芯にジュラルミンが入れられた。このため、ぬいぐるみは異常に重くなり、灯台襲撃のシーンでは台車に載せて引っ張らなければ撮影できなかったという。撮影途中からは軽量化が図られて手直しされたが、胴体には鉄骨が組み込まれ、わざと手足が動かしにくいよう作られていたため、重さは60キログラムほどあったという。演技者は蓋のようになった甲羅を外し、中に入る仕組みだった。当初は甲羅の四隅をボルトで留める仕掛けだったが、危険なためにフックを使い、ボルト2個で留めるよう改良された。
円盤状になって空を飛ぶガメラは、3尺ほどのミニチュアが用意された。ミニチュアによる噴射火炎の色は、撮影時には赤色だった。このミニチュアは、点火して飛び上がるシーンでは毎回、噴射熱によりピアノ線が切れてしまった。築地は「もうちょっとというところでストーンと落ちる。本当にタイミングなんですよ」と当時の苦労を語っている。ロングのカットではアニメーションが使用されたが、出来栄えと迫力から、これも湯浅の意見で次作からは遠近ともミニチュアを用いている。
ガメラ本体も、頭や手足の引っ込むものや遠景用のものなど、八木らによって大小さまざまなミニチュアが作られた。モーター仕込みで手足の動くミニチュアは、『対ジグラ』まで使われたという。

### ガメラの演技者
ガメラの演技者には当初、大学の重量挙げの選手を何人か呼んで充てたが、重量に伴う過酷さのために3日以上続く者がいなかった。結局、大道具係などから体力のある者が2人、交代で入って演じた。監督の湯浅憲明は「それでもぬいぐるみを着た役者さんに『監督、動けないよ』と言われて、途中から改良した」と語っている。この2人のうちの1人は、劇中にも地熱発電所所長役で出演している。
ゴジラシリーズでゴジラのスーツアクターを務めていた中島春雄はガメラについて、動きで見せていた当時のゴジラとは対象的に構えているだけで動けず火を吹くなどしてなんとか見せており、芝居にならず大変だっただろうと評している。

### ガメラの鳴き声
ガメラの鳴き声は、永田秀雅によると「セメントをこねる鉄板の上で、セメントがこびりついたところに、高下駄を履いて滑り込む」という手法で起こした音に、ガラスを引っ掻く音などを合成して作られた。監督の湯浅憲明によると、これにさらにいろいろな動物の鳴き声を合成したという。永田専務によると、ガメラが笑う声、悲しい声、怒る声、そのすべてが別々で、「勝ち誇って嬉しい声が一番上等で、脚をやられた時はかわいそうな声、そういうのが大事なんですね」と語っている。

## キャスト
- 日高教授：船越英二
- 青柳カメラマン：山下洵一郎
- 桜井信代（俊夫の姉）：姿美千子
- 山本京子：霧立はるみ
- 桜井（俊夫の父）：北原義郎
- 百姓の爺さん：左卜全
- 村瀬教授：浜村純
- 自衛隊司令官：北城寿太郎
- エスキモーの老酋長：吉田義夫
- 防衛庁長官：大山健二
- ちどり丸船長：小山内淳
- コンビナート職員：藤山浩二
- 上田先生：大橋一元
- ソビエト代表：高田宗彦
- 警官：谷謙一
- 魚兼の主人（俊夫の叔父）：中田勉
- アナウンサー：森矢雄二
- 原研所長：丸山修
- 桜井俊夫：内田喜郎
- 原研幹部：槙俊夫
- 原研幹部：隅田一男
- 警察署署長：杉森麟
- 百姓の婆さん：村田扶実子
- 放送局アナウンサー：竹内哲郎
- 魚河岸の魚屋：志保京助
- 魚河岸の魚屋：中原健
- ちどり丸通信士：森一夫
- 魚河岸の魚屋：佐山真次
- ちどり丸航海長：喜多大八
- 自衛隊員：大庭健二
- 自衛隊員：荒木康夫
- 自衛隊副官：井上大吾
- 札幌放送局アナウンサー：三夏伸
- モンキーダンスの青年：清水昭
- 作業員：松山新一
- 米軍ジェット機操縦士：岡郁二
- 羽田空港係官：藤井竜史
- 地熱発電所技師：山根圭一郎
- 客：村松若代
- ストリッパー：甲千鶴
- ストリッパー：沖良子
- 自衛隊セスナ操縦機：後藤武彦
- 作業員：加川東一郎
- 記者：伊勢一郎
- 記者：佐原新治
- 記者：宗近一
- 灯台附近の子供：青木英行、萩原茂雄、古谷徹(劇団ひまわり)
- Z計画アメリカ代表：M・アパナイ
- リッチャードソン
- ストレイハン
- ランソン
- ブラウン
- ハートマン
- 以下ノンクレジット[要出典]
  - 米軍基地レーダー係：大川修
  - ナレーション：中条静夫
  - 一郎：栗原三郎
  - 幼稚園の先生：川島美沙

## スタッフ
監督の湯浅憲明は「怪獣映画」について、「基本的には見世物小屋のろくろ首。お金出して暗闇の中で観る。ショーとしての面白さ。理屈をつけるのもいいけど、それより面白さですよ」と語っている。自身が「子供好き」という湯浅は、子供の視点から見た作劇を念頭に置き、ガメラと子供とが意志を通じ合わせるという描写は、一種のテレパシーのようなものと解釈して演出した。当時、観客の子供たちから「俊夫少年が捨てた亀がガメラになったの?」との質問を受けたという。ガメラはラストでロケットにより宇宙へ追放されるが、これは湯浅らスタッフの「主役なんだから殺さないでおこう」との親心だった。2作目が制作されるとは、スタッフの誰も考えていなかったという。
八木正夫や村瀬継蔵ら造形陣は特殊造形だけでなく、操演にも参加した。操演現場には高橋章もアルバイト参加している。この当時の造形仲間は、本作品の制作後に造形会社「エキスプロダクション」を設立し、本作品以降にもガメラシリーズに関わることとなった。大映の美術部員だった三上陸男も本作品の制作後、大映を退社してエキスプロに参加している。
クレジットはされていないが、大映専務の永田秀雅が製作者として参加している。永田は「大映の映画には、至上命令として「役者の顔を綺麗に撮る」という特徴があり、ガメラ映画にしても主役のガメラの顔は全部綺麗に撮っている」といい、「これは今までガメラについて解説された本で見落としている点です」と語っている。
- 監督：湯浅憲明
- 企画：斉藤米二郎
- 製作：永田秀雅[注釈 1]
- 脚本：高橋二三
- 撮影：宗川信夫
- 録音：渡辺利一
- 照明：伊藤幸夫
- 美術：井上章
- 音楽：山内正
- 編集：中静達治
- スチール：沓掛恒一[注釈 1]
- 助監督：阿部志馬
- 製作主任：上嶋博明
- 特殊技術[7]
  - 特殊撮影：築地米三郎
  - 特殊美術：井上章
  - 合成：藤井和文
  - 照明：石坂守
  - 操演：関谷治雄[注釈 1]
  - 助監督：石田潔
  - 製作主任：川村清
  - ガメラ・ミニチュア制作、操演：八木正夫、村瀬継蔵、三上陸男、鈴木昶[注釈 1]

## 解説
本作品の公開当時、特撮を駆使して巨大な怪獣を描く「怪獣映画」は、特技監督に円谷英二を擁する東宝の独擅場だった。すでにSF映画『宇宙人東京に現わる』（1956年）や、『釈迦』（1961年）、『鯨神』や『秦・始皇帝』（1962年）といった大作の特撮映画を製作していた大映は、自社でも「怪獣映画」を製作すべく前年の1963年に、巨大化したネズミが群れをなして東京を襲うというプロットでSFパニック映画『大群獣ネズラ』を企画した。しかし、この作品は撮影のために大量に集められたネズミからノミやダニなどが発生するなど、深刻な衛生上の問題を引き起こしたために撮影は中断され、そのまま制作中止になった。このため、次なる怪獣映画企画として、大映社長の永田雅一の声がかりで本作品が製作されることとなった。ガメラの登場する映画は1971年に大映が倒産するまでに計7作制作されたが、本作品はシリーズ唯一のモノクロ作品である。
プロデューサーの斉藤米二郎によると、永田が「大映にも優秀な特撮マンがいるんだから、東宝の『ゴジラ』に負けずになんかやらなきゃいけない」と意気込み、総勢45、6人いた社内プロデューサー全員に1人1本ずつ怪獣映画のプロットを提出するよう社長命令を下し、ここから「新しい怪獣映画」の企画が始まったという。湯浅は、「（前年の『大群獣ネズラ』で）人が入ったぬいぐるみのネズミがうまく動いていたので、1匹で活躍する怪獣映画をやろうということになったのです」と述べている。
この企画は斉藤と脚本家の高橋二三によって『火喰い亀 東京襲撃』と仮題され、高橋によってプロットが執筆された。斉藤から「怪獣映画はお好きですか?」と電話を受けた高橋は、「俺に書けないものはない」とこれを引き受けたと語っている。高橋によると「亀を飛ばす」という案がまず最初にあって、ガメラ自体のデザインも何も決まっていなかった。高橋はネズミ花火のイメージから「回転して飛ぶ亀」のアイディアを出して「ジェット噴射」に進み、「火をエネルギーとする」というキャラクターを構築していったという。
本編監督は、これが監督第2作となる湯浅憲明。湯浅によれば、大映は特撮部門と本編部門の相性が悪く、企画時には「東宝の円谷によるゴジラ映画に対抗し、怪獣映画を製作すること自体が暴挙に近い」という受け取られ方だったという。そのため、だれもこの映画の監督を引き受けたがらなかった。湯浅は前年暮れに公開された監督デビュー作の音楽映画『幸せなら手を叩こう』の興行的失敗があり、「こうした立場から自分に監督が回ってきたのだろう」と述べていて、中には「こんなものやったら命取りだよ」などと言う先輩監督もいたという。新人監督である湯浅を推薦したのは斉藤だった。斉藤によると、「特撮経験豊かな湯浅しかいないだろう」との理由だったという。湯浅は「クランクインするまでが大変だった。慣れない絵コンテを描いて、撮入までには1か月ほどかかった」と語っている。
特撮監督は築地米三郎。築地は大映で特撮監督を務めてきたベテランで、企画頓挫した『大群獣ネズラ』の企画発案者でもあり、大ヒットしたこの『大怪獣ガメラ』を指して、「『ネズラ』はテストまでして会社に損させましたけど、『大怪獣ガメラ』では儲けさせましたからね。僕にとっては名誉挽回です」とコメントしている。築地のもとに本社から「亀の化け物を出せ」と指示が来たのは、脚本もまだできていない時点であり、すぐに築地は井上章にガメラのプロポーション画を4枚ほど描かせて検討に入ったという。
やがて高橋によって脚本は脱稿したが、湯浅は脚本を読んでもイメージがわかず、師匠の井上梅次に相談したところ、「アホ、こんなもん一番やさしいわ、演出やない、計算さえ出来たらだれでも出来るわ。特撮映画は計算や。計算でけへんもんに映画は出来ん!」と一喝された。湯浅はこの意見を受け、一般映画とは全く違う特撮映画の予算組みを把握するために撮入前の現像所に通い、フィルム合成やミニチュア制作など特撮予算のイロハからまず研究した。この合成技術の指導には、東宝の特殊技術課のスタッフにも師事したという。円谷は、いわば「抜け駆け」である弟子たちのこの行為を完全黙認していた。なお、ちどり丸の前を逃げまどう人々などは実写ではなくアニメーションで描かれている。
本社で「B級予算」が組まれ、10月ごろには撮入となったが、大映本社側はカラーでの製作をしつこく現場に迫ったという。しかし、築地が白黒での製作を主張したため、結局は白黒作品となった。この理由について築地は「まず予算的な問題と人員不足。それと設備的な問題として高速度撮影用のカメラが無かったこと」を挙げており、「技術的に無理である」として会社を説得したという。
こうして工夫と苦労を重ねてついに完成を迎えたが、画をつないだだけの「総ラッシュ」の試写では撮影所長ができあがりに不安になり、途中で抜け出す有様だった。さらに本社で永田や重役が立ち会う中で完成試写が行われた際には、撮影所長は永田の怒りを恐れて「えらいこっちゃ」と逃げ出してしまった。しかし、試写終了後に永田が一言「おもろいやないか!」と絶賛したため、重役たちも「いやあ、オモロイですな〜」と一斉に社長になびき、これを見て監督以下スタッフは胸を撫でおろしたという。これには湯浅も「まるで喜劇ですよ」と苦笑している。
こうして完成した本作品は永田雅一の息子である永田秀雅によると、営業部では「所詮はゴジラの二番煎じ」と興行を危ぶむ声が主流だったという。しかし予告編が劇場に流れると、前売り券の売り上げが急上昇。封切り公開されるや大ヒットとなり、ガメラは次作『大怪獣決闘 ガメラ対バルゴン』で返り咲き、ガメラの主演映画は一躍大映のドル箱シリーズとなっていった。

## 特撮
本作品では本編と特撮は湯浅憲明と築地米三郎ら両監督の分担扱いとなっているが、実際の現場では両監督が共同で特撮の演出を行っている。当時の大映としても湯浅自身としても、規模の大きな特撮を駆使した怪獣映画の制作は初のことであり、試行錯誤の連続だったという。特撮映画にはもとより光学撮影やフィルム合成が欠かせないが、大映の撮影所には現像所がなく、オプティカル・プリンターは旧式で、フィルムの傷消しに使っていた程度でしかなく、合成の技術者すらいなかった。まだデビュー2作目の新人監督である湯浅は、ベテランのカメラマンから「お前に何がわかる!」と侮られ、毎日が喧嘩だったと述懐している。これには、監督が主導権を持っていた東宝の撮影所と異なり、大映の撮影所は東京も京都も伝統的にカメラマンが主導権を持っていたという背景があった。
こうした中、やがて撮影が遅れ始めた際には、心配した撮影所所長（斎藤米二郎の実父の友人）が個人的に「円谷特技プロに知り合いがいるから内緒で円谷監督を呼んでやるぞ、頼んだらどうだ?」と声をかけてきたという。しかし、湯浅は「それはできません!」と断ったといい、あくまで大映独自の特撮作品を創ろうと心に決め、これに臨んだ。とはいえ本作品の撮影班は撮影所では「継子扱い」だったといい、周りでは誰も成功するとは思っていなかった。特撮の撮影では莫大な照明量が必要となるが、セットがそもそも特撮に対応していないため、ライトをつけると電気の容量が足りず、本番では他のスタジオの電気を落としてもらった。しかし、「冗談じゃない、お前一人でやってんじゃねえ」と、湯浅は他の撮影班からさんざんに怒られたという。

### 特殊美術
当時、大映東京撮影所には大規模な特撮作品を制作するだけの人員も設備も不足しており、築地によるとミニチュアや造形物の技術者もおらず、東京市街や東京湾襲撃のシーンのコンビナートでは、写真を引き伸ばしてベニヤ板に貼り付けた「切り出し」の手法が採られている。コンビナート襲撃シーンでは、本編部では石油タンクのそばでの撮影ということで火がたけず、特撮部では「切り出し」セットをごまかすために煙を多用ということで「あんまり派手にやらないでくれ」「十年早い」と双方の監督同士でもめたといい、両者の煙の調子を合わせるのがひと苦労だった。先述したように特撮スタジオ自体がもともと専門でなかったために排煙口が小さすぎて、特撮班でもコンビナート火災シーンの煙が充満して大変だったという。
また、予算も撮影期間も特撮怪獣映画としては十分ではなかったため、劇中での災害シーンは既存のニュース映像が多数流用されている。東京タワーをガメラが押し倒す際にはガメラが手をかける前にミニチュアが倒れてしまい、ガメラの手のアップを別に撮って編集でごまかしたという。ビルなど建物のミニチュア制作は工作部のスタッフが担当したが、スタッフには宮大工出身者も含まれていたため、NGが出ると湯浅は怒鳴りつけられたという。「Zプラン」の火星ロケットのミニチュアは6尺サイズの巨大なものが用意され、発射シーンではスタジオの地面を掘り下げてセットを組んだ。
冒頭の北極のセットでは、大日本製氷社にしかなかった砕氷機を撮影所に持ち込み、前の晩に大型トラック3台分の氷をセットに敷きつめた。翌日、スタジオ内は巨大な冷蔵庫と化してしまい、スタッフも俳優も寒さと転倒の危険を押して撮影に挑んだ。北極シーンの撮影終了後、氷が解けるまで3日間ほどスタジオは使用できなかったという。ガメラ出現シーンでは、対象物のない氷原のセットで井上章が3尺用のセットを組んだが、築地は「迫力が出ない」と6尺スケールで撮影したために井上と喧嘩になり、「監督、止めてくれ」と湯浅が呼ばれる騒ぎになったという。結局、雪原のセットの横に6尺スケールのセットを作って寄りのカットなどを撮った。湯浅監督によると「スタッフ全員が怪獣映画は初めて」ということで、そこまで頭が回らなかったという。

### ガメラの炎
ガメラが口から吐く火炎は、従来の東宝怪獣のような光学合成ではなく、実際に加圧したガソリンをプロパンガスで噴出して熱したニクロム線で着火した。実物の炎を使ったのは湯浅の意見だった。八木ら造形スタッフは当初、ガメラが火を吐くということを知らされておらず、演技者が入ったまま火を吐かせているのを見て驚いたという。村瀬らは本物の火を使うということで、ガメラの口に石綿を貼り付けてラテックスを塗り、火炎放射の撮影ごとに塗り直して対処した。FRP製の歯は燃えてしまうため、予備が用意されていた。怪獣映画の撮影自体初体験である湯浅と築地の両監督以下、特撮スタッフはガメラが火を吐いただけで「出たよ!」と大喜びだったという。ガメラが海上の炎の帯で伊豆大島に誘導されるシーンは、水面すれすれに設置した樋にガソリンを流して点火した。ガメラが炎を飲み込むカットは、フィルムの逆転で表現した。
当初は演技者が入ったまま火炎放射を行ったが、やはり危険なために演技者無しで撮影するようになった。このころ、水中から現れた後に演技者無しのガメラが火を吐くシーンでガソリンが暴発し、ぬいぐるみが破壊されて1週間撮影が中断してしまったことがあった。奇跡的に怪我人はなかったという。このときちょうどプロデューサーの斉藤米二郎が見学中だった。斉藤は「（本社と現場に挟まれて）普段ブーブー言ってるから、わざとやったんじゃないかと」と笑っている。火薬の量も試行錯誤で、飛行シーンでもよく爆発があったという。湯浅は「火薬は出たとこ勝負で、量を一ひねり多く詰めるだけで全然違っちゃう」と語っている。

## 映像ソフト化
- ビデオソフトはVHS、ベータマックスともに1982年頃に大映ビデオから初発売。1987年8月25日に新装再発売された際は予約者特典として復刻ポスターがついた。
- レーザーディスクは1991年に全シリーズBOXで発売。
- DVDは2001年10月11日発売の「ガメラTHE BOX（1965-1968）」に収録されており、単品版も同時発売[9]。
  - 2006年8月31日発売の「ガメラ 生誕40周年記念Z計画 DVD-BOX」に収録されている。
  - 新しく色彩を整えたDVDは、2007年10月26日発売。
  - 「大映特撮 THE BEST」DVDは、2016年7月22日発売。
- Blu-rayディスクは2009年7月24日発売の「昭和ガメラ ブルーレイ BOX I」に収録されており、単品版も同時発売。

## サウンドトラック
- 大怪獣ガメラ+（プラス） （2021年3月24日/CINEMA-KAN/規格番号CINK-103）
  - 『大怪獣ガメラ』公開55周年記念商品。東宝レコード『大怪獣ガメラ』に13曲のボーナストラックを追加したCDであり、レコード発売時には公開されていなかった『宇宙怪獣ガメラ』の音楽も収録されている。

## 海外セールス
『Gammera the Invincible』、または『Gamera』の題名で、海外に輸出された。アメリカには特撮部分のみ売られ、現地でドラマ部分を撮り足して公開された。湯浅監督によると、『対バイラス』の時点でバンクシーンに使おうと本作品のオリジナルネガを探したが、散逸して見つからない状態だったという。新撮シーンにはブライアン・ドンレヴィや、アルバート・デッカーとアラン・オッペンハイマーなどが出演している。